# Інститут європейських досліджень НАН України
Інститут європейських досліджень НАН України — науково-дослідна установа в складі Національної академії наук України. Створена за постановою Президії АН України від 7 жовтня 1992 у Києві. До середини 2001 функціонував як Інститут східноєвропейських досліджень НАН України. Ініціатором заснування інституту був президент Східноєвропейських досліджень інституту імені В.Липинського у Філадельфії (США), доктор історії (Мюнхенський університет, 1957; Колумбійський університет, 1968), проф. Я.Пеленський (з листоп. 1992 — іноземний член АН України; з 1994 — НАН України). Він же і очолив новостворений інститут.
Метою наукової роботи інституту є дослідження процесів європейської інтеграції та їх різнопланових впливів на Україну; дослідження проблем національно-державного будівництва й суспільно-політичних та культурних взаємин України з країнами Східної та Центрально-Східної Європи; дослідження й публікація історичної та політологічної спадщини представників української державницької школи (див. Державницький напрям в українській історіографії).
Серед академічних видань, підготовлених інститутом: «В'ячеслав Липинський: історико-політологічна спадщина і сучасна Україна» (Київ–Філадельфія, 1994); «В'ячеслав Липинський. Листи до братів-хліборобів» (Київ–Філадельфія, 1995); «Мирні переговори між Українською Державою та РСФРР, 1918 р. Збірник документів і матеріалів» (Київ–Нью-Йорк–Філадельфія, 1999).
Основою міжнародної діяльності інституту є тісна співпраця з Інститутом східноєвропейських досліджень ім. В.Липинського. Разом з цією науковою установою були проведені міжнародні наукові конференції: «Державницька школа: історія, політологія, право» (Київ, грудень 1997) і «Симон Петлюра та Доба Директорії УНР (до 120-річчя від дня народження С.Петлюри (1879—1999) та 80-річчя Директорії УНР (1918—1920))» (Київ, серпень, 1999). Співпрацює також з Інститутом Центрально-Східної Європи в Любліні (Польща), Інститутом східних та південно-східних досліджень Віденського університету (Австрія), Інститутом Гаррімана Колумбійського університету (Нью-Йорк, США), Канадським інститутом українських студій, Науковим товариством імені Шевченка в Америці.